# Krikor Agopian
 (mai 2021).
Pour les articles homonymes, voir Agopian.
Krikor Agopian, né à Beyrouth au Liban le 14 décembre 1942, est un artiste canadien d'origine arménienne.

## Biographie
Enfant, il vit et grandit en Palestine, à Jaffa, où son père travaille. Il retourne au Liban en 1948, qu'il quittera pour Montréal en 1963 où il poursuit ses études en art de 1965 à 1970 à l'Université Sir John Williams (Concordia) à Montréal (Canada), ainsi qu'à la Washington School of Fine Arts de 1965 à 1966 (États-Unis).  Il épouse une québécoise, Francine Fontaine, et à partir de 1972, il retourne avec sa conjointe vivre au Liban, tout en revenant régulièrement au Québec.
Au Liban, il enseigne les arts à l'Académie libanaise des beaux-arts de 1977 à 1981, à Beyrouth, puis à Kaslik, l'Université de Saint-Esprit de 1981 à 1985.
Depuis 1970, il a fait plusieurs expositions individuelles au Liban, au Canada et aux États-Unis, et a participé à 52 expositions individuelles et plus de 125 expositions collectives à travers le monde.
Il a également reçu plusieurs prix pour ses toiles. Ses œuvres se trouvent dans les collections particulières de sociétés et de musées.
Sur des fonds habituellement orangés, il présente des compositions oniriques hyperréalistes avec de effets de lumière d’où sont exclus conflits et vanités humaines.
Un symbolisme riche est omniprésent dans ses toiles. On serait tenté à première vue de rattacher Agopian aux surréalistes, mais il s'est, par son long séjour à l'étranger, coupé de l'influence des différents mouvements artistiques et a su développer, à travers son cheminement, un style très personnel.
Ainsi, il explore plusieurs styles, dont le maniérisme, une série consacrée à Michel-Ange fut créée en 2005.

## Prix et distinctions[3]
- 1972 : T.M.A, Beyrouth : mention d’honneur[4]
- 1980 : Prix d’excellence, Makhoul : 1er
- 1990 : Concours national des arts visuels, Montréal : 2e (grand Prix, toutes catégories)
- 1991 : Concours national des arts visuels, Montréal : 2e (grand Prix toutes catégories)
- 1991 : Prix d’excellence artistique, Laval : nomination
- 1996 : Concours national des arts visuels, Montréal : 3e (grand prix toutes catégories)
- 1997 : Concours international des arts visuels, Montréal : 1er (prix abstrait)
- 1998 : 15e concours national des arts visuels, Montréal : 1er (trophée surréalisme)

## Publications
Krikor Agopian a participé à plusieurs émissions radiophoniques et télévisées. Ses œuvres sont reproduites dans plusieurs revues d’art dont Montréal Magazine.
Il a également plusieurs articles dans des revues internationales :
- Magazine Art International (1991 numéro 4)
- Parcours (septembre 1992)
- Marché de l’art Guide vallée (3e édition)
- Applied Arts (1990, volume 5)

Il participe à plus de 250 expositions collectives au Canada, aux États-Unis, en Europe et au Moyen-Orient.
Ses œuvres se trouvent dans des collections particulières des sociétés et des musées[Lesquels ?] à travers le Canada, les États-Unis, l'Europe et le Moyen-Orient.

## Œuvres
Il a créé une série de 38 planches sur  le thème de l'alphabet arménien comme contribution pour le 100e anniversaire du génocide.

### Expositions
- 1969 : Hoechst art gallery, Montréal
- 1969 : B.A.S.F Art gallery, Montréal
- 1970 : Genesis gallery, Montréal
- 1972 : 3N gallery, Beyrouth
- 1975 : 15 Delaware gallery, Ottawa
- 1979 : Smuggler’s Inn gallery, Beyrouth
- 1979 : Centre Culturel, Antelias (Liban)
- 1980 : Summerland hotel, Beyrouth
- 1980 : Arthur Matossian Art Center, Beyrouth
- 1981 : Metropolitan, Toronto
- 1981 : Hamazkayin, Montréal
- 1984 : Université St. Esprit, Beyrouth
- 1985 : Galerie d’Art Bekhazi, Beyrouth
- 1985 : Centres Commun St. Antoine, Montréal
- 1985 : Amenian Community Center, Toronto
- 1985 : City Hall, Ottawa
- 1985 : A.G.B.U. Art Gallery, Los Angeles
- 1986 : Galerie Tabbal, Beyrouth
- 1986 : A.G.B.U. Art Gallery, Los Angeles
- 1986 : A.G.B.U. Art Gallery, Los Angeles
- 1987 : Hamazkayin, Anjar
- 1987 : Galerie Épreuve d’Artiste, Kaslik (Liban)
- 1987 : A.G.B.U. Art gallery, Toronto
- 1987 : Alec Manoukian Art Center, New York
- 1988 : Galerie Èpreuve d’Artiste, Kaslik, Liban
- 1988 : Alec Manoukian Art Center, Beyrouth
- 1988 : Hamazkayin Art Gallery, Toronto
- 1988 : Galerie de l’Atrium, Montréal
- 1989 : Unique Art Gallery, Toronto
- 1990 : Galerie Cérame, Montréal
- 1990 : Musée des arts de Laval, Québec
- 1991 : La Maison de Brasseur, Lachine, Québec
- 1991 : International Art Center, Beyrouth
- 1992 : Centre Elgar, Verdun, Québec
- 1992 : Maison du Munier, Montréal
- 1992 : Tekeyan Cult. Center, Beyrouth
- 1993 : Galerie Épreuve d’Artiste, Kaslik (Liban)
- 1994 : Galerie Siran Manoukian, Beyrouth
- 1996 : Galerie Maraya, Beyrouth
- 1997 : The Gallery (Nalbandian), Beyrouth
- 1998 : Galerie Le Jalon, Beyrouth
- 1998 : Musée André Benjamin Papineau, Québec
- 1999 : Noah’s Ark Gallery, Beyrouth
- 2000 : Galerie Astride, Beyrouth
- 2001 : Carlen Gallery, Ottawa
- 2002 : A.G.B.U. Art Gallery, Toronto
- 2003 : Galerie Deco St.Germaine, Montréal
- 2004 : Aida Cherfan Fine Art, Beyrouth
- 2005 : Galerie Richelieu, Montréal
- 2006 : Galerie Richelieu, Montréal
- 2007 : Université Balamand, Liban
- 2009 : Hamazkayin Art Gallery, Montréal
- 2011 : Galerie Richelieu, Montréal
- 2013 : Hamazkayin Art Gallery, Beyrouth
- 2018 : Hamazkayin Art Gallery, Beyrouth [6]
- 2019 : Hamazkayin Art Gallery, Beyrouth [7]